# ハインツ・フュッテラー

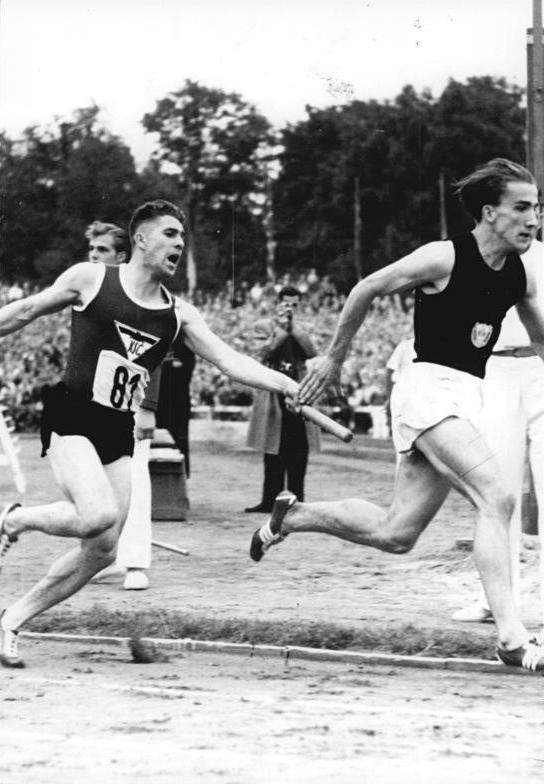
ハインツ・フュッテラー(左、1956年)

ハインツ・フュッテラー（Heinrich ("Heinz") Ludwig Fütterer、1931年10月14日 - 2019年2月10日）は、旧西ドイツの陸上競技選手である。1956年メルボルンオリンピックの銅メダリスト。1954年と1958年のヨーロッパ選手権で3つの金メダルを獲得。そのほか、1954年には100mで10秒2の世界タイ記録。1955年には60mで6秒5の世界新記録を樹立。1953年から1955年にかけて無敗を誇り、通算国際大会536勝をあげる。当時の西ドイツは短距離が強くその中でもフュッテラーはの強さは際立っていた。

## 経歴
フュッテラーは12歳だった1943年、3種競技でその素質が見出される。この競技では240ポイントから280ポイントあげれば表彰されるものであったが、彼は314ポイントというすばらしい成績を上げていた。
フュッテラーは、1949年に初めてドイツ選手権を制す。種目は走幅跳であったが、裸足で跳躍を行うのは痛いということから、その後すぐこの競技をやめてしまう。1952年にはヘルシンキオリンピックの代表に選ばれる。しかし、オリンピック直前肉離れのため出場を断念した。
1954年には、100mで10.2秒の世界タイ記録。200mでは20.9秒のヨーロッパ新記録を樹立し、さらに同年に20.8秒と更新。同年にはドイツのスポーツマンオブザイヤーに輝いている。
1956年のメルボルンオリンピックの開催年、フュッテラーはシーズン当初から調整がうまくいっていたが、7月に東ドイツで行われた試合の100mに出場したところ、若干の足の筋肉の張りを感じた。そのためフュッテラーは200mには出場したくはなかったが、観衆を失望させたくないと思い出場を強行した。しかし、ついにカーブで肉離れを起こし棄権。そのまま担架で運ばれてしまう。
フュッテラーは、けがが十分に完治しないままオリンピックでは100mと4×100mリレーに出場。100mは準決勝で敗退してしまう。しかし、4×100mリレーでは、マンフレート・ゲルマー、ローター・クネルツァー、レオンハルト・ポールとともに銅メダルを獲得した。

## 主な実績
| 年   | 大会                 | 場所                         | 種目         | 結果 | 記録  |
| ---- | -------------------- | ---------------------------- | ------------ | ---- | ----- |
| 1954 | ヨーロッパ陸上選手権 | ベルン(スイス)               | 100m         | 1位  | 10秒5 |
| 1954 | ヨーロッパ陸上選手権 | ベルン(スイス)               | 200m         | 1位  | 20秒9 |
| 1956 | オリンピック         | メルボルン(オーストラリア)   | 4×100mリレー | 3位  | 40秒3 |
| 1958 | ヨーロッパ陸上選手権 | ストックホルム(スウェーデン) | 4×100mリレー | 1位  | 40秒2 |